# مكتبة جون رايلندز
ٍٍ
مكتبة جون رايلندز هي مكتبة في مانشستر مبنية على طراز فكتوري قوطي. فتحت المكتبة للعوام سنة 1900م، بتمويل من الانسة أنريكتا أوغستينا رايلندز وسمت المكتبة على اسم زوجها المتوفي جون رايلندز. منذ عام 1972م المكتبة أصبحت تحوي على المقتنيات الثمينة ضمن مكتبة جامعة مانشستر.
المكتبة تحتوي على الكثير من المخطوطات التي تعود إلى العصور الوسطى، وبها نماذج من أوائل الكتب المطبوعة في أوربة، مثل بيبل غوتنبرغ واوراق وأرشيفات من شخصيات محلية كجون دالتون وإليزابيث غاسكل.
المكتبة وسعت أربع مرات، كان اخرها عام 2007م.

## تاريخ المكتبة
عام 1989م قامت أنريكتا أوغستينا رايلندز بشراء قطعة أرض في دينز غيت في قلب مانشستر. عين المهندس بازل تشامنيس لتصميم المكتبة،. والتي تشبه المكاتب الجامعية في أكسفرد.
أرادت أنريكتا رايلندز أن تركز المكتبة على كتب متعلقة بالإلهيات وأسست المكتبة على مجموعة من الكتب تصل إلى حوالي 40,000 كتاب واشترت أنريكتا رايلندز قسما منها من جورج سبنسر عام 1982م. أفتتح المكتب يوم الأول من كانون الأول عام 1900م.

## البناء

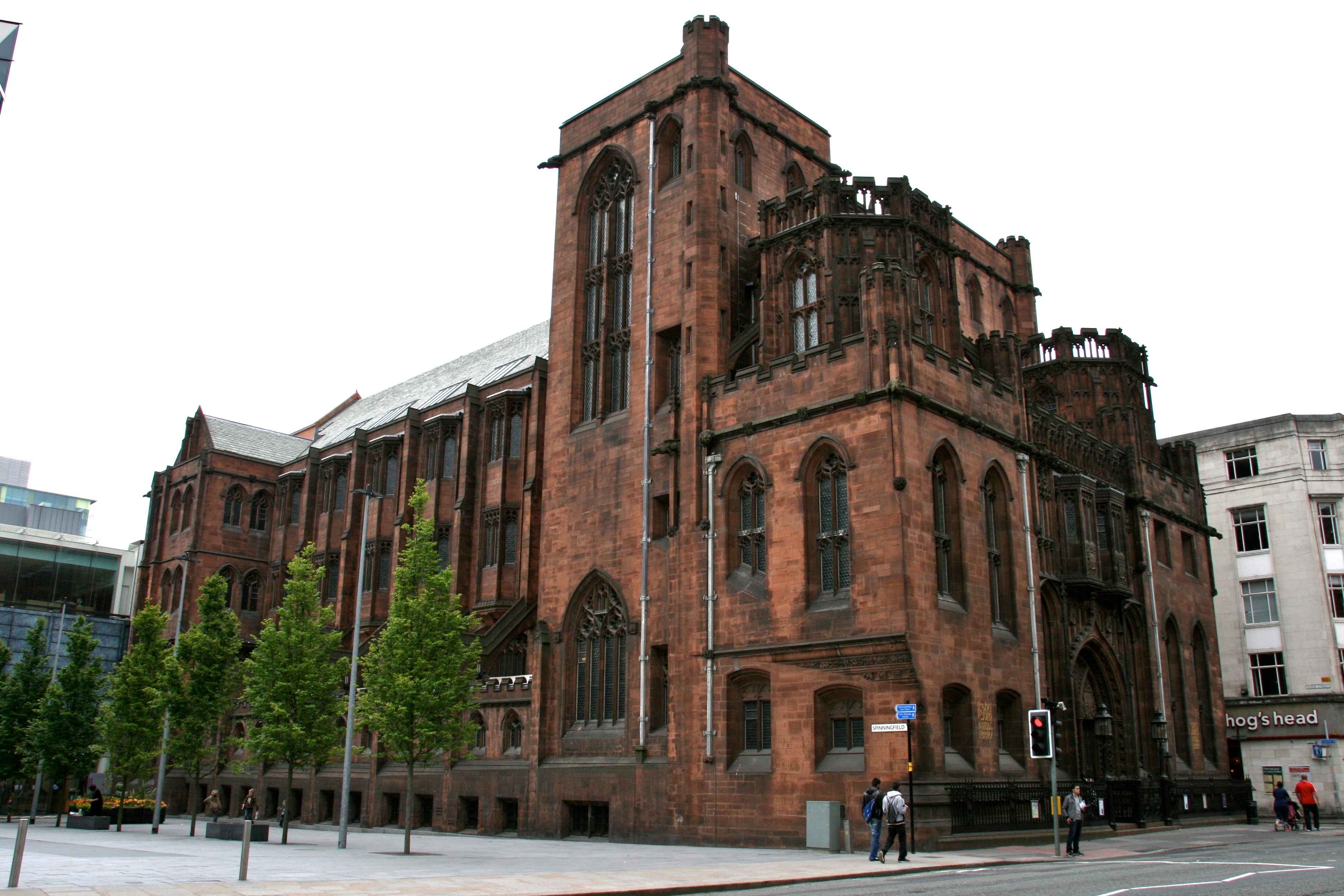
مكتبة جون رايلندز

القرن التاسع عشر كانت فترة مزدهرة لمانشستر، حيث كانت الصناعة في أوجها والطلب على القطن مرتفعا. كثرة المصانع والدخان المتصاعد منها جعلت المدينة ملوثة. هذا التلوث بالإضافة إلى الكثافة السكانية العالية في المنطقة، جعلت مهمة البناء صعبة ووضعت الكثير من التحديات للمعماري.
حصل المبنى على تصنيف كمبنى مدرج (الدرجة الأولى) في الخامس والعشرين من كانون الثاني/يناير عام 1952م.

## المقتنيات
أسست المكتبة على مجموعة ال Bibliotheca Lindesiana والتي اشترتها المكتبة عام 1901م. كانت تعتبر Bibliotheca Lindesiana من أهم خزائن الكتب الشخصية وبها الكثير من المخطوطات النادرة (جزء منها من الصين واليابان).
المكتبة تحتوي على الكثير من المخطوطات التي تعود إلى العصور الوسطى، وبها نماذج من أوائل الكتب المطبوعة في أوربة، مثل بيبل غوتنبرغ واوراق وأرشيفات من شخصيات محلية كجون دالتون وإليزابيث غاسكل. المكتبة تحوي أيضا على أوراق بردية ووثائق من شمالي أفريقية. من أهمها الورقة المسماة St John Fragment والتي يقال أنها أقدم وثيقة من العهد الجديد، والبردية 52 والورقة بها سطور من إنجيل يوحنا وتعتبر هذه البردية أقدم قطعة باقية لأي نص من العهد الجديد القانوني. وأقدم بردية من السبعونية.

### المخطوطات الإسلامية
تحتوي المكتبة على حوالي 900 مخطوطة عربية، غالبياها جاءت ضمن مجموعة اللورد كروفورد عام 1901م، تضم المجموعة أيضا 800 ورقة بردية وهي عبارة عن رسائل شخصية، حسابات شخصية، أوراق خراج وغيرها وتعود أكثر هذه الوثائق إلى القرن الثالت الهجري والكثير منها من الأشمونين ذات الغالبية القبطية. وتحتوي المكتبة على 1500 ورقة غير مفهرسة، مكتوبة بالعربية اليهودية من خزينة الحاخام موسى گاستر.
كما أن للمكتبة نحو ألف مخطوط فارسي ونحو 200 مخطوط باللغة التركية، أغلبها بالتركية العثمانية، لكن عدد صغير منها باللهجة الجغتائية.
للمكتبة عدة مصاحف مكتوبة بخط كوفي تعود إلى القرن التاسع والعاشر الميلادي، أهم مصحف في المكتبة هو مصحف الغوري ويعود إلى اخر العهد المملوكي أي ان عمره يناهز الخمسة قرون، كان المصحف سابقا في مكتبة السلطان في القاهرة ووصلت إلى المكتبة عام 1901م. المصحف كان ينقصه بعض الصفحات، عُثرت عليها في سبعينيات القرن الماضي في التشستر بيتي، وتم جمع المصحف كاملاً وأتمت المكتبة عملية نقل المصحف إلكترونياً وكانت عملية عسيرة، بسبب حجم ووزن المصحف (يبلغ وزنه 52 كغم) لكن المكتبة ابتكرت طريقة جديدة لتصوير المصحف وتم المشروع بالتقاط 944 صورة رقمية والعمل جاهز للعرض في المكتبة وسينشر على الشبكة العنكبوتية. وقد تم تمويل المشروع من قبل هيئة المخطوطات الإسلامية.
وقد أعد عدد من الباحثين - من بينهم مرجوليوث ومنجانا وبوزورث - فهارس للمخطوطات الشرقية في المكتبة. الفهارس الأساسية للمخطوطات هي التي أعدها منجانا وجائت في ثلاث مجلدات وبها بعض الأخطاء في نسبة المصنفين.

## الموظفون
من الموظفين في المكتبة إدوارد گوردون دف (1899م) وهنري گپي من عام 1899 إلى 1948م. دف كان المسؤول عن أول فهرسة للمكتبة وتقع في ثلاث مجلدات. هنري گپي بدأ دورية عن المكتبة سنة 1903م وهي مستمرة إلى اليوم.
من الموظفين البارزين أيضاً إدوارد روبرتسون (توفي 1964م) وألفونس منغنا.

## الزوار
زارها الكثير من الشخصيات المهمة كرؤساء دول، وممن زار المكتبة مؤخراً الأمير تشارلز وزوجته كاميلا.

## المخطوطات
- زهر البستان في دولة بني زيان

## الهامش
1. 1 2 3  "JRUL Special Collections: Visitor Information". مؤرشف من الأصل في 2007-08-07. اطلع عليه بتاريخ 2007-04-29.
2. ↑  التوسعة الثالثة هدمت ضمن عملية اتمام التوسعة الرابعة
3. ↑  Farnie, D. A. (1989) "Enriqueta Augustina Rylands" in: Bulletin of the John Rylands University Library of Manchester, LXXI, 2 (summer 1989); pp. 3–38
4. ↑  Farnie (1989)
5. 1 2  "JRUL: Special Collections Guide". مؤرشف من الأصل في 2015-11-30. اطلع عليه بتاريخ 2007-04-29.
6. ↑  Bowler & Brimblecombe 2000، صفحة 176
7. ↑  Bowler & Brimblecombe 2000، صفحة 177
8. ↑  "John Rylands Library and Attached Railings, Gates and Lamp Standards". British Listed Buildings. مؤرشف من الأصل في 2016-03-16. اطلع عليه بتاريخ 2011-01-05. {{استشهاد بدورية محكمة}}: الاستشهاد بدورية محكمة يطلب |دورية محكمة= (مساعدة)
9. ↑  Guppy, Henry (1946) "The Bibliotheca Lindesiana", in: Bulletin of the John Rylands Library; vol. 30, pp. 185-94
10. ↑  Barker, Nicolas (1978) Bibliotheca Lindesiana: the lives and collections of Alexander William, 25th Earl of Crawford and 8th Earl of Balcarres and James Ludovic, 26th Earl of Crawford and 9th Earl of Balcarres. London: Quaritch for the Roxburghe Club; pp. 350-54, 361-62
11. ↑  "An Unpublished Fragment of the Fourth Gospel". JRUL. مؤرشف من الأصل في 2007-04-21. اطلع عليه بتاريخ 2007-04-29.
12. ↑  "Bible manuscripts"، Rylands Papyri، UK: Katapi، مؤرشف من الأصل في 2019-05-15.
13. ↑  الخزينة نسخة محفوظة 28 ديسمبر 2017 على موقع واي باك مشين.
14. ↑  "بحث للبروفيسور المريخي عن بردية من مكتبة جون رايلندز". مجلة الآثار. مؤرشف من الأصل في 2019-12-14. اطلع عليه بتاريخ 22/06/2011. {{استشهاد ويب}}: تحقق من التاريخ في: |تاريخ الوصول= (مساعدة)
15. ↑  "Arabic Manuscripts" (بالإنكليزية). مكتبة جون رايلندز. Archived from the original on 28 مايو 2012. Retrieved 21/06/2011. {{استشهاد ويب}}: تحقق من التاريخ في: |تاريخ الوصول= (help)صيانة الاستشهاد: لغة غير مدعومة (link)
16. ↑   مكتبة جون رايلندز - الكتابدار نسخة محفوظة 11 أبريل 2017 على موقع واي باك مشين.
17. ↑  محمد، صافيناز (19 - 1 - 2011). "شاهد إعداد "مصحف الغوري" العملاق قبل نزوله على الإنترنت". شبكة الإعلام العربية "محيط". مؤرشف من الأصل في 26 أغسطس 2011. اطلع عليه بتاريخ 21/06/2011. {{استشهاد ويب}}: تحقق من التاريخ في: |تاريخ الوصول= و|تاريخ= (مساعدة)
18. ↑  عريب، الدكتورة (January 31, 2011). "Weighing in at". Gateway to the Koran of Kansuh al-Ghuri blog. مؤرشف من الأصل في 5 يناير 2014. اطلع عليه بتاريخ 21/06/2011. {{استشهاد ويب}}: تحقق من التاريخ في: |تاريخ الوصول= (مساعدة)
19. ↑  "Technology reunites one of world's largest Korans" (بالإنكليزية). مكتبة جون رايلندز. Jan 20, 2011. Archived from the original on 8 مايو 2012. Retrieved 21/07/2011. {{استشهاد ويب}}: تحقق من التاريخ في: |تاريخ الوصول= (help)صيانة الاستشهاد: لغة غير مدعومة (link)
20. ↑  "The Qur'an of Kansuh al-Ghuri" (بالإنكليزية). مكتبة جون رايلندز. Archived from the original on 15 يناير 2012. Retrieved 21/06/2011. {{استشهاد ويب}}: تحقق من التاريخ في: |تاريخ الوصول= (help)صيانة الاستشهاد: لغة غير مدعومة (link)
21. ↑  مراسل صحيفة الديلي ميل. "التقنية الحديثة تجمع أجزاء واحد من أكبر المصاحف بالعالم". هيئة المخطوطات الإسلامية. مؤرشف من الأصل في 10 يناير 2012. اطلع عليه بتاريخ 22/06/2011. {{استشهاد ويب}}: تحقق من التاريخ في: |تاريخ الوصول= (مساعدة)
22. ↑  تاريخ التراث العربي - فؤاد سزكين نسخة محفوظة 29 مايو 2016 على موقع واي باك مشين.
23. ↑  عبد الله الراشدي - حذار من الفهارس – مكتبة جون رايلندز أنموذجا - الكتابدار نسخة محفوظة 11 ديسمبر 2017 على موقع واي باك مشين. [وصلة مكسورة]
24. ↑  Catalogue of the Printed Books and Manuscripts in the John Rylands Library, Manchester; ed. E. G. Duff. Manchester: J. E. Cornish, 1899.
25. ↑  Bulletin of the John Rylands Library
26. ↑  "Royalty at the Rylands". مؤرشف من الأصل في 2012-11-29. اطلع عليه بتاريخ 2011-06-19.

## وصلات خارجية
- الموقع الرسمي
- جمعية أصدقاء جون رايلندز (جمعية خيرية هدفها دعم المكتبة)
- مدونة مصحف الغوري يدون طريقة نقل المصحف إلكترونيا. ويمكن رؤية بعض صفحانه هنا.